# Тавтограмма
Тавтогра́мма (от греч. ταὐτό «то же самое» + γράμμα «буква») — литературная форма: текст, все слова которого начинаются с одной и той же буквы. Чаще встречается в поэзии, но известна и в прозе. Как правило, носит игровой, шуточный характер.

## В литературе
К форме тавтограммы обращались самые разные авторы, начиная (в русской традиции) с Валерия Брюсова:

Слово — событий скрижаль, скиптр серебряный созданной славы,

Случая спутник слепой, строгий свидетель сует,

Светлого солнца союзник, святая свирель серафимов,

Сфер созерцающий сфинкс, — стены судьбы стережёт!..
В 1990-е годы несколько авторов (например, Михаил Болдуман) работали с тавтограммой систематически. Среди выразительных примеров лирического стихотворения-тавтограммы ряд источников приводит сочинение Владимира Смиренского (1902—1977):

Ленивых лет легко ласканье,

Луга лиловые люблю,

Ловлю левкоев ликованье,

Легенды ломкие ловлю.

Лучистый лён любовно лепит

Лазурь ласкающих лесов.

Люблю лукавых лилий лепет,

Летящий ладан лепестков.
В качестве приёма, как частный случай аллитерации, тавтограмма может применяться на протяжении не всего текста, а какого-либо его фрагмента: такова, например, строка Бальмонта «Чуждый чарам чёрный чёлн».

## В литературе для детей и педагогике
Известны тавтограммы среди детских стихов, часто в виде скороговорок:
- В четверг, четвёртого числа, четыре чёрненьких чумазеньких чертёнка чертили чёрными чернилами чертёж чрезвычайно чётко (чисто).
- Кирилл Кириллович Кириллов купил картошки килограмм. Картошка Кировского края колхоза «Красный коммунар».
- «Павел Петрович пошёл погулять»

Павел Петрович пошёл погулять,
Поймал перепёлку, понёс продавать,
Просил полтинник —
Получил подзатыльник,
Просил прощенья —
Получил пачку печенья.
Филологом Дмитрием Александровым разработана методика использования прозаических тавтограмм (автором предложен альтернативный термин, «монофоны») в дидактических целях для развития речи, расширения словарного запаса у учащихся.